# Club Deportivo La Equidad
Club Deportivo La Equidad, conocido simplemente como La Equidad, es un club de fútbol de la ciudad de Bogotá, Colombia, actualmente propiedad del grupo inversor estadounidense NX Football. Anteriormente perteneció a la empresa Equidad Seguros, de donde proviene su nombre. Fue fundado en diciembre de 1982 y su equipo profesional juega en la Categoría Primera A del fútbol colombiano.
La Equidad inició su participación en el Torneo del Olaya desde su fundación. Disputó la Primera C desde 1993. En 2003, adquirió la ficha de afiliado a la Dimayor ingresando a la Primera B, quedando campeón en la temporada 2006, ascendiendo a la Primera División.
Desde la temporada 2007 se ha mantenido como el tercer equipo de la ciudad de Bogotá en la Categoría Primera A. Las divisiones menores del club participan durante los meses de diciembre y enero en el Torneo del Olaya, además de competir durante todo el año en los torneos de la Liga de fútbol de Bogotá.
Gracias a su título en la Copa Colombia 2008 y sus buenas campañas en sus primeros dos años en Primera División, La Equidad llegó a encontrarse entre los 100 mejores clubes de fútbol del mundo según el escalafón de la Federación Internacional de Historia y Estadística de Fútbol (IFFHS).

## Historia

### Comienzo en el Hexagonal del Olaya y la Primera C (1982-2003)
Su primera competencia la realizó en diciembre de 1982, cuando fue admitido y afiliado como club participante del Torneo del Olaya, el torneo de fútbol aficionado más importante de Colombia. El 12 de octubre de 1992 fue reconocido oficialmente con la resolución 1628 con el nombre de Club La Equidad Seguros, y se afilió a la Liga de fútbol de Bogotá. De esta manera, desde 1993 comenzó a participar en el torneo de Primera C y de los torneos de las diferentes categorías de la Liga de fútbol de Bogotá.

### En la Primera B (2003-2006)
En 2003 inició su participación en la Primera B, el nombre del club cambió a Club Deportivo La Equidad, que desde entonces participó en el Campeonato de Primera B del fútbol colombiano, luego de que Coldeportes le expidiera el reconocimiento deportivo y adquiriera su afiliación a la División Mayor del Fútbol Colombiano (Dimayor).
Ocupó el octavo lugar e ingresó a la disputa de los cuadrangulares semifinales. Las dos campañas siguientes el equipo quedó eliminado en la lucha por el ascenso. En 2004 quedó en el puesto 11 de la Primera B, y al año siguiente ocupó la novena casilla de la reclasificación de la Primera B, quedando por fuera de los cuadrangulares semifinales por apenas dos puntos. El técnico de esas campañas fue Fáber López.

#### Ascenso
En 2006, Alexis García llevó desde el banquillo técnico a La Equidad al ascenso para disputar la Primera División del fútbol profesional colombiano, después de coronarse campeón el 4 de noviembre del torneo de la Primera B en el Estadio Manuel Calle Lombana de Villavicencio al empatar 1-1 con Centauros Villavicencio.

### 2007-2017

#### Temporada 2007: Debut en Primera División y primer subcampeonato
El debut en Primera División en 2007 no fue el mejor para La Equidad dado que finalizó último en la tabla de posiciones del Torneo Apertura, sumando solo 13 puntos producto de dos victorias y siete empates en 18 partidos, quedando como uno de los primeros opcionados para descender a la Categoría Primera B, además de obtener el tercer lugar entre las vallas más vulneradas con 28 goles en contra junto al Deportes Tolima. Cabe destacar que el primer triunfo 'Asegurador' en Primera División ocurrió el 25 de marzo de 2007 en el estadio Metropolitano de Techo con el marcador 2-0 sobre Real Cartagena, con tantos de Stalin Motta y Pablo Jaramillo.
No obstante llegaron al club refuerzos como Juan Diego González, Ervin Maturana, Bréiner Belalcázar, Weymar Olivares, Iván Trujillo y el argentino Diego Cochas para conformar una nómina más competitiva con el primer objetivo de salvar la categoría.
Tras la pobre campaña del primer semestre y con el objetivo de permanecer en Primera División, La Equidad empezó a obtener una serie de resultados positivos lo que le permitió liderar durante varias jornadas el Torneo Finalización, logrando de esta forma clasificar segundo a los cuadrangulares semifinales con unas cifras de 34 puntos de diez victorias y cuatro empates (destacando triunfos ante América (1-0), Santa Fe (1-2), Deportivo Cali (0-1) y Junior de Barranquilla (5-0)). En los cuadrangulares finales superó en el Grupo B a Boyacá Chicó (1-1 y 0-0), Deportivo Pasto (1-0 y 0-1) al favorito, Deportes Tolima (1-2 y 1-1), convirtiéndose en el primer equipo clasificado a la final con 12 puntos y un invicto de tres victorias y tres empates de los seis partidos disputados.
En la disputa por el título, La Equidad se enfrentó al vigente campeón, Atlético Nacional. El partido de ida se jugó en el Estadio El Campín, finalizando con una clara victoria de 0-3 a favor del conjunto verdolaga . La vuelta, disputada el 19 de diciembre en el Estadio Atanasio Girardot de Medellín, concluyó con un empate a 0. Para La Equidad el Finalización 2007 significó un histórico subcampeonato y cumplir la meta de quedarse en la máxima categoría del balompié colombiano, logro nunca antes conquistado por un club proveniente de la Segunda División en su primera campaña.

#### Temporada 2008: Campeón de la Copa Colombia
En su segundo año en primera división, La Equidad logró la sorprendente cifra de 35 puntos con 10 victorias, cinco empates y tres derrotas, logrando el primer lugar en la fase todos contra todos y clasificando a los cuadrangulares finales del torneo apertura. La Equidad conformó el grupo A junto al América de Cali, Envigado Fútbol Club e Independiente Santa Fe donde los resultados no fueron favorables para el conjunto asegurador alcanzando una victoria y un empate de seis encuentros, finalizando en la última posición con cinco unidades.
Para el  torneo finalización La Equidad clasificaría como séptima a los cuadrangulares finales fruto se cosechar 29 puntos de ocho victorias, cinco igualdades y cinco derrotas. con resultados importantes como la primera victoria ante Atlético Nacional 1-4 en condición de visitante por la última fecha de la fase todos contra todos
Formaría parte del Grupo B junto al Independiente Medellín, Deportes Tolima y Atlético Nacional logrando la suma de 7 puntos productos de dos victorias y un empate, ubicándose en el tercer lugar.
. La primera edición de la nueva etapa de la Copa Colombia, se disputó en el año 2008 con 36 equipos. La Equidad ganó el Grupo D de manera invicta con 20 unidades, cosechando cinco victorias y cinco empates, superando a Centauros, Academia, Bogotá F. C., y los dos equipos más tradicionales de Bogotá: Santa Fe y Millonarios. Posteriormente, en la segunda fase enfrentó al Cúcuta Deportivo, eliminándolo con marcadores de 0-0 en Cúcuta y 2-0 en la ciudad de Bogotá, para la tercera fase el conjunto capitalino se midió ante Envigado F. C. superando la serie con una derrota de 2-1 en el Estadio Polideportivo Sur y remontando en la capital del país con marcador de 3-1 (en el global fue 4-3); repetiría rival para las semifinales bajo el concepto del perdedor afortunado a quien nuevamente vencería con marcadores de 0-0 en territorio antioqueño y 4-1 en la capital del país.
En la final por el título de la Copa Colombia 2008, los dirigidos por Alexis García vencieron en el partido de ida en el Estadio Metropolitano de Techo con marcador de 1-0 al Once Caldas, y empataron 3-3 en la vuelta jugada en Manizales. Con ello, el equipo 'Asegurador' ganó su primer trofeo nacional en la máxima categoría y una plaza para representar a Colombia en la Copa Sudamericana 2009.

#### Temporada 2009: Debut en torneos internacionales
La Equidad jugó el Torneo Apertura del fútbol profesional colombiano, donde clasificó sexto a los cuadrangulares semifinales con un puntaje de 29 unidades,  logrados con ocho victorias, cinco empates y cinco derrotas. Fue ubicado en el Grupo A donde logró el segundo puesto con un puntaje de 9 unidades (a uno del finalista Once Caldas) gracias a dos victorias y tres empates obtenidos contra Deportes Tolima, Boyacá Chicó Fútbol Club y el mencionado cuadro manizalita.
La Equidad participó en el Torneo Finalización del fútbol profesional colombiano, donde no se clasificó a los cuadrangulares semifinales dado que logró solo 17 puntos ubicándose en el puesto 17,  alcanzando dos victorias, once empates y cinco derrotas. 
Por cuestiones de proximidad geográfica, La Equidad nuevamente compartiría grupo con Millonarios, Santa Fe, Academia F. C., Centauros y Bogotá F. C. donde no logró la clasificación a la siguiente fase por terminar en el tercer lugar con 16 puntos tras cuatro victorias, cuatro empates y dos derrotas; impidiendo la defensa del título logrado un año anterior
La Equidad fue emparejado con la Unión Española de Chile en la primera fase de la Copa Sudamericana, el partido de ida se disputó en el Estadio Nemesio Camacho El Campín, donde empataron 2-2 con tanto de Ariel Carreño y gol en contra de Sebastián Miranda. y el partido de vuelta se jugó en el Estadio Santa Laura-Universidad SEK, donde un solitario gol de Mario Aravena le dio el triunfo 1-0 al conjunto chileno, significando la eliminación del equipo colombiano del torneo internacional.

#### Temporada 2010: Segundo Subcampeonato
Para la Liga Postobon I (por motivos de patrocinio) La Equidad termina en la cuarta posición del torneo al finalizar la fase de todos contra todos con 31 puntos (9 victorias, 4 empates y 5 derrotas), por debajo de Deportes Tolima, Independiente Medellín y Junior. Cabe destacar que en este torneo no hubo cuadrangulares, por lo cual los cuatro equipos clasificados se dividieron en llaves con enfrentamientos de ida y vuelta.
La primera llave se disputó entre el Deportes Tolima y el conjunto asegurador, en el partido de ida jugado el 19 de mayo, en el Estadio Nemesio Camacho El Campín de la ciudad de Bogotá, La Equidad igualó 2-2 con el Deportes Tolima, con goles de Renzo Sheput y Carlos Rentería para La Equidad y de Marcos Canchila y Rodrigo Marangoni para el Tolima. Para el partido de vuelta que se disputó en la ciudad de Ibagué en el Estadio Manuel Murillo Toro el 22 de mayo, ambos equipos igualaron 1-1. El gol del Deportes Tolima lo hizo Franco Arizala, mientras que por La Equidad marcó Sherman Cárdenas, por lo cual hubo lanzamientos desde el punto penal, dando como ganador a La Equidad 3-1 y clasificándose a se segunda final en primera división.
La ida de la final del Torneo Apertura 2010, se jugó el 27 de mayo en el Estadio Nemesio Camacho El Campín de la ciudad de Bogotá ganando La Equidad 1-0 a Junior, con gol de Renzo Sheput, pero el conjunto asegurador no pudo mantener la ventaja y en el partido de vuelta disputado en Estadio Metropolitano Roberto Meléndez de la ciudad de Barranquilla el 2 de junio fue derrotado por un marcador de 3-1, con dos goles de Carlos Bacca y uno de Víctor Cortés para Junior, descontando para La Equidad Leonardo Castro, perdiendo el título y quedando subcampeón por segunda ocasión.
La Equidad participó en la Liga Postobon II del fútbol profesional colombiano, donde se clasificó a los cuadrangulares semifinales con 28 puntos ubicándose en el octavo lugar,  alcanzando ocho victorias, cuatro empates y cinco derrotas. Formó parte del Grupo A junto al Independiente Santa Fe, Deportes Tolima y Atlético Huila logrando la suma de 5 puntos productos de una victoria y dos empates, ubicándose en el último lugar.
La Equidad nuevamente compartió grupo con Millonarios, Santa Fe, Academia F. C., Centauros y Bogotá F. C. donde logró clasificar a la siguiente fase por terminar en el primer lugar con 20 puntos tras seis victorias, dos empates y dos derrotas. En la segunda fase el conjunto asegurador se enfrentó al Atlético Huila saliendo ganador de la llave por un global de 3-2 con marcadores de una derrota 2-1 en la ciudad de Neiva y una victoria de 2-0 en condición de local en Bogotá. 
Para la tercera fase La Equidad rivalizó contra el Deportivo Pereira eliminándolo por marcadores de 2-0 en condición de local y 2-1 en la ciudad de Cartago para un global 4-1. En la fase semifinal La Equidad jugó contra el Deportivo Cali donde quedaría eliminado por marcadores de 2-0 en el Estadio Deportivo Cali y 3-5 en el Estadio Metropolitano de Techo dando un global de 3-7.

#### Temporada 2011: Tercer Subcampeonato
Al igual que en el Torneo Finalización 2007 La Equidad se enfrentaba con Atlético Nacional en busca del título de campeón colombiano. En el juego de ida, en el Estadio Metropolitano de Techo, el equipo asegurador ganó 2-1 con tantos de Juan Gilberto Núñez y Edwin Rivas. La vuelta en Medellín finalizó por idéntico marcador pero a favor de los verdolagas, luego que Roberto Polo anotara en el último minuto de reposición el gol del descuento, alargando la final hasta los tiros desde el punto penal. En la instancia definitiva, el mismo Polo, Wilberto Cosme y Javier Araújo fallaron sus respectivos cobros, por lo que Equidad cayó 3-2 a pesar del cobro que atajó el golero Diego Novoa. Nuevamente se escapaba el título para La Equidad en el Estadio Atanasio Girardot.

##### Copa Sudamericana 2011
Para la segunda participación del conjunto asegurador en el torneo continental, al equipo le correspondió el equipo de Juan Aurich, quien dirige el técnico Diego Edison Umaña, en el partido de ida en el Estadio Metropolitano de Techo, Equidad venció 2-0 a Juan Aurich (Primera victoria de local del equipo en la competición) con goles de Hanyer Mosquera a los 20 minutos y de Juan Núñez a los 79. Para el partido de vuelta en el Estadio Elías Aguirre, Chiclayo, Perú el equipo de Equidad vence 1-2 a Juan Aurich (Primera victoria de visitante del equipo en la competición) con goles de Víctor Guazá a los 74 minutos y de Juan Núñez de penal a los 90+2, para Juan Aurich marcó Mauricio Montes a los 16 minutos. Esto significaba que Equidad pasaría a segunda fase por primera vez y se encontraría con Libertad de Paraguay quienes jugaron el 13 de septiembre en el Metropolitano de Techo en donde caería Equidad 0-1 y el 21 de septiembre en el Estadio Dr. Nicolás Leoz, Asunción, Paraguay, el equipo Libertad volvería a ganar 1-0, eliminando al equipo bogotano.

#### Temporada 2012
En el 2012 el equipo realizó una gran primera parte, clasificándose a los dos cuadrangulares del año (Apertura y Finalización), lo que le permitió clasificar a la Copa Sudamericana del siguiente año gracias a su puntaje en la tabla de reclasificación final del año. El Deportivo Pasto fue sancionado por los insultos racistas de sus aficionados a los jugadores Carmelo Valencia y Dahwling Leudo de La Equidad.

##### Copa Sudamericana 2012
En el 2012 el equipo asegurador jugó con Mineros de Guayana en el Estadio El Campín. El equipo capitalino perdió por la mínima diferencia ante el equipo venezolano 0-1 y cuando jugaron en Venezuela el equipo asegurador perdió 2 - 1 ante los negriazules quedando eliminado de la edición 2012.

#### Copa Sudamericana 2013
Para la edición del 2013 el equipo asegurador clasificó a la Copa Sudamericana 2013. En el primer encuentro enfrentó en condición de visitante a Trujillanos de Venezuela, ganando 0-1. El siguiente partido se jugó en Bogotá con un resultado de 0-0, dándole este empate el cupo a siguiente ronda al equipo asegurador. En la segunda fase enfrentó a Cobreloa de Chile con el cual empató 0-0 en Bogotá en el partido de ida y en el partido de vuelta un empate 1-1 con el que accedió a los octavos de final por primera vez en su historia, donde quedó eliminado por parte del equipo Vélez Sarsfield de Argentina con un marcador global de 4-2, haciendo así su mejor presentación en el certamen internacional hasta el momento.
En el campeonato colombiano en la temporada 2013 el Torneo Apertura quedó en la posición 11 y en el Torneo Finalización quedó en la posición 10.

#### Temporada 2014
En el torneo apertura del año 2014, el equipo asegurador se clasificó a los cuadrangulares finales, que en este torneo fueron reemplazados por llaves directas de ida y vuelta, divididas en cuartos de final, semifinales y final, clasificando en la octava posición de la tabla final del campeonato con 27 unidades, en la llave de cuartos de final se enfrentó a Millonarios F.C., con el cual quedó eliminado por un marcador global de 2-1, en el primer juego fue una derrota y en el juego de vuelta disputado en el estadio El Campín, empató 1-1 frente a Millonarios F.C., dejando así una de las llaves más disputadas de los cuartos de final del torneo, en este torneo el equipo asegurador fue uno de los mejores visitantes, en donde no perdió ningún partido disputado en calidad de visitante, lo que le permitiría acceder a esta instancia.
Durante el segundo semestre del año el equipo no obtuvo buenos resultados con la dirección técnica de Néstor Otero, por tanto no se le dio continuidad y en su reemplazo llegó el entrenador de las fuerzas básicas del club Faber López quien lo reemplazó hasta el final de dicho torneo, al final de la campaña del equipo en el torneo se oficializa la llegada del técnico Santiago Escobar quien dirigió al equipo durante la temporada 2015.

#### Temporadas 2015-2016
En el 2015, el equipo dirigido por Santiago Escobar no obtuvo los mejores resultados, pues en ambos semestres quedó en la 12.ª posición de la tabla, siendo uno de los peores años del club desde su ascenso a la Primera División, pues en ninguno de los dos semestres clasificó a las instancias finales, sumando 26 y 28 puntos, respectivamente. Por otra parte, quedó eliminado en octavos de final de la Copa Colombia 2015 a manos del Independiente Santa Fe con un global de 2-0. A pesar de esto, el entrenador antioqueño siguió en la dirección técnica del 'asegurador'.
En el 2016, una serie de malos resultados que terminó con la derrota con el recién ascendido Fortaleza F.C. dio como resultado la salida del técnico Santiago Escobar. En su reemplazo, llegó el bogotano Arturo Boyacá, que terminó el  Apertura 2016 en la casilla 17. En el segundo semestre, el equipo mejoró un poco, pero no lo suficiente para clasificarse, terminando en el lugar 14 con 23 puntos y un año más sin poder clasificarse a instancias finales. Cabe destacar que en la Copa Colombia 2016 cayó nuevamente frente al Independiente Santa Fe, esta vez en cuartos de final.

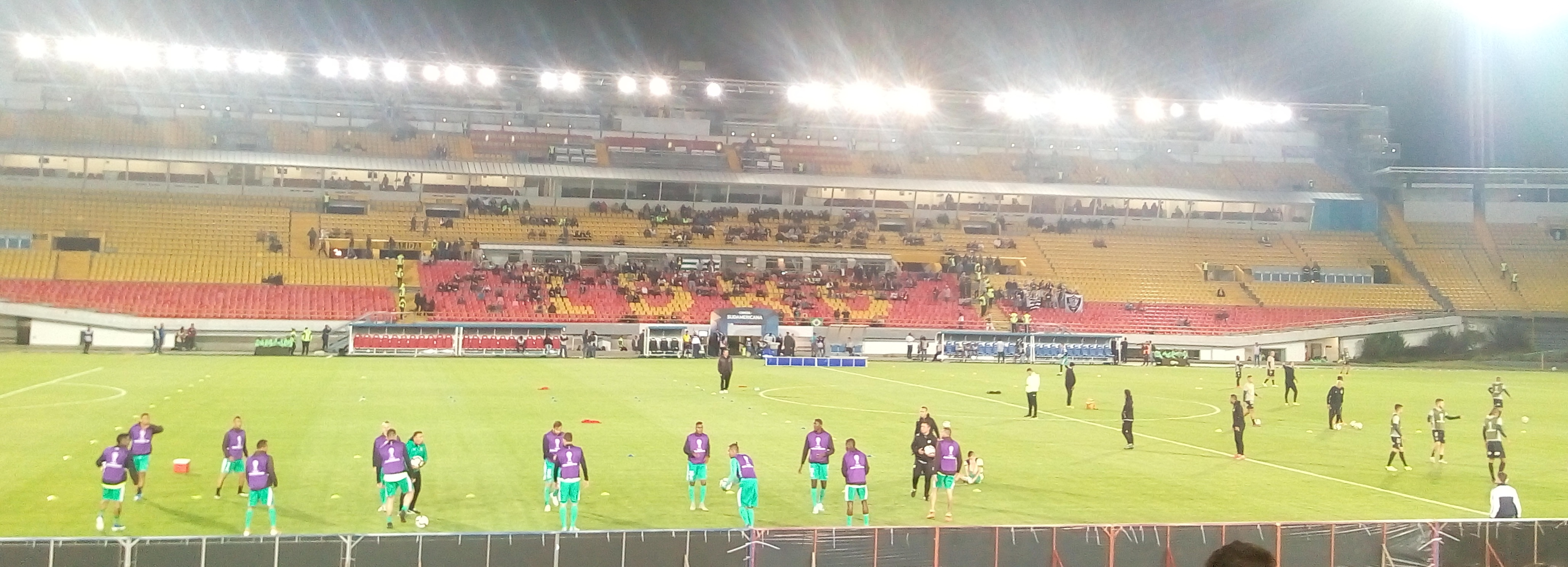
la equidad en un partido

#### Temporada 2017: 10 años en Primera División y regreso a los 8
En el primer semestre de 2017 el equipo dirigido por Arturo Boyacá comenzó un torneo irregular, donde perdió 4 partidos seguidos (Fechas 4 a 7) y a pesar de recuperar algunos puntos, finalmente quedaría eliminado de los cruces finales de la Liga Águila, en el puesto 13 con 23 puntos. Cabe resaltar el polémico partido frente al Deportivo Cali, donde al final del partido dieron declaraciones tanto el D.T. como el presidente de La Equidad reclamando el mal arbitraje, pues dos jugadores del 'Asegurador' fueron expulsados y se pitó un polémico penal que le daría la victoria al Cali. Esta campaña marcaría el fin del ciclo del técnico bogotano.
En el Torneo Finalización 2017, el equipo tomaría un nuevo rumbo con el D.T. Luis Fernando Suárez, haciendo una buena campaña de local, donde solamente perdería con Millonarios F.C. y Deportes Tolima de local, además de sumar siempre de visitante, exceptuando en 2 ocasiones. El 'Verde capitalino' quedó séptimo con 30 puntos y después de 3 años clasificaría nuevamente a los cuartos de final de la Liga Águila. Aquí, enfrentaría a Millonarios F.C., quedando eliminado por un marcador global de 3-2, luego de empatar 1-1 en el primer partido y perder 2-1 en la vuelta con polémica, pues la jugada que desembocaría en el segundo gol de Millonarios F.C. venía de una posible mano en el área del capitán de Millonarios F.C. Andrés Cadavid, que pudo haber significado un penal a favor del equipo 'asegurador'. En la Copa Águila de ese año, sería eliminado nuevamente por Independiente Santa Fe en octavos de final, cumpliendo 3 años seguidos siendo eliminado por el mismo equipo.

#### Temporada 2018: Récord en el fútbol colombiano
El siguiente año, en el Apertura 2018, el equipo continuó con el proceso de Luis Fernando Suárez, que, aunque no logró clasificar a los 8, estuvo en la disputa por estos lugares hasta la última fecha, donde necesitaba la victoria frente al América de Cali y una derrota del Once Caldas. El Once Caldas perdió 4-1 frente a Alianza Petrolera, pero el 'Verde Capitalino' dejó escapar la victoria en los últimos 10 minutos, y empató 1-1. Eso dejó a La Equidad en el puesto 11 con 25 puntos.
El Finalización 2018, ha sido uno de los mejores torneos de La Equidad en cuanto a sumatoria de puntos, pues en las primeras 7 fechas sumó 21 puntos de 21 posibles, con la valla invicta, lo que significó la imposición de un récord en el fútbol colombiano, la mayor cantidad de minutos de un club sin recibir gol de local, pues desde la llave de cuartos de final en el 2017-II frente a Millonarios F.C. hasta la fecha 8, donde empató 1-1 con el DIM no recibió goles en contra. Al final del Todos contra Todos, La Equidad clasificó tercero con 36 puntos, y en los cuartos de final enfrentaría al Junior de Barranquilla, con el que perdería 1-0 en el partido de ida, y en la vuelta, a pesar de crear opciones de gol, no lograría hacer el gol que forzaría la definición desde el punto penal, empatando 0-0 y quedando eliminado. En la Copa Águila quedaría eliminado en cuartos de final, esta vez frente a Leones F.C. por penales. 
Al final del año, el técnico antioqueño renunciaría al club gracias a la oferta del Junior de Barranquilla y sería reemplazado por Humberto Sierra.

#### Temporada 2019: Cuartos de final en Sudamericana
A pesar de la gran participación internacional, el equipo 'asegurador' tuvo un pobre rendimiento en todo el año 2019. Primero, en el Apertura 2019, el equipo sumó apenas 22 unidades, quedando en el puesto 16 a 8 de la posibilidad de disputar los cuadrangulares finales y ganando apenas 4 partidos. Luego, en el Finalización 2019, luego de quedar eliminado de la Copa Sudamericana, en la fecha 9 pierde frente a Alianza Petrolera, significando el fin del ciclo de Humberto Sierra como técnico de los 'aseguradores'. Eso no evitaría una campaña más que pobre, terminando con 20 puntos y en el puesto 17, finalizando así un año para el olvido en cuanto a la competición nacional se refiere. 
En la Copa Águila 2019 jugó desde octavos de final, gracias a su condición de clasificado a torneos internacionales, pero quedó eliminado por penales frente al Deportivo Pasto.

##### Copa Sudamericana 2019
La Equidad comenzó su sexta participación en Sudamericana frente al Independiente de Paraguay, el cual en ese momento estaba en la segunda división de su país. Empataron ambos encuentros a cero, provocando la definición por el punto penal, donde el verde capitalino se impondría 4-3. Ya en segunda fase, volvería a Paraguay para enfrentar al Deportivo Santaní, que venía de eliminar al Once Caldas. Sin embargo, La Equidad no tendría problemas y llegaría a octavos de final tras 6 años.
En esta fase enfrentaría al Royal Pari de Bolivia, al cual vencería 2-1 en ambos encuentros y llegaría a cuartos de final por primera vez en la historia del club, enfrentando al Atlético Mineiro. La ida en Brasil sería disputada, donde Equidad se iría arriba en el marcador, pero, con la arremetida del local y la expulsión de Ethan González, el Galo terminaría remontando y ganando 2-1. En Bogotá, Atlético Mineiro se iría en ventaja a los 19' y en el segundo tiempo llegó el resto de goles. Matías Mier marcaría al 47' reviviendo la ilusión de llevar la serie a los penales, pero al 52' Yimmi Chará sentenciaría la serie gracias al ítem de los goles de visitante. El Galo marcaría nuevamente al 76' ganando 1-3 y finalmente 2-5 en el global. Sin embargo, La Equidad sería el equipo colombiano de mejor desempeño en los torneos internacionales del año, tras las eliminaciones de Águilas, Cali, Tolima y Nacional en la segunda fase de la Copa Sudamericana, junto a la eliminación del Junior en Copa Libertadores.

#### Temporada 2020
A pesar de la pandemia del COVID-19 desbordada a nivel mundial, el torneo profesional colombiano se vio obligado a reorganizar calendarios para dejar únicamente un torneo anual en 2020. La Equidad logró clasificarse con altibajos a los playoffs de la Liga Betplay. Jugó llaves de cuartos de final ante Deportivo Cali; en la ida, en el Estadio de Techo, terminaron igualados a 1 gol; en el Estadio Deportivo Cali, ganaría el cuadro asegurador por 1-0 con anotación del uruguayo Matias Mier. En semifinales se enfrentaría a Independiente Santa Fe; en condición de local el partido terminó 1-1; en el duelo de vuelta en el Estadio El Campin perdieron 2-1. Finalizaron la campaña como el cuarto mejor reclasificado de la temporada 2020 obteniendo cupo a la  Copa Sudamericana 2021.
En la Copa Colombia 2020 fueron eliminados en tercera fase a manos del Cúcuta Deportivo.

#### Temporada 2021
Para la temporada 2021, La Equidad alcanzó las semifinales en el torneo apertura, siendo eliminado a manos del Deportes Tolima pero se destacó por eliminar en ronda de cuartos de final al favorito en llegar al título, el Atlético Nacional; el cuadro asegurador terminó en la fase todos contra todos en el puesto 6 con 30 puntos, mientras que en Copa Colombia quedó por fuera en cuartos de final también a manos del cuadro vinotinto y oro tras caer por 2-0 en el juego de vuelta, el equipo llegó desde octavos de final eliminando a Llaneros F.C. el único equipo del ascenso que jugaba esa instancia.
En Copa Sudamericana el verde capitalino eliminó al Deportivo Pasto en primera fase. En la fase de grupos le correspondió el grupo H compartiendo con equipos poderosos como el Grémio de Brasil, Lanús de Argentina y Aragua de Venezuela, La Equidad solo ganó dos partidos, ambos frente al Aragua venezolano (2-1 en Pereira y por mismo marcador en Caracas) y un empate meritorio ante Gremio en la ciudad ecuatoriana de Ambato, ya que la Conmebol prohibió jugar los partidos de equipos colombianos en condición de local por los problemas de orden público que desbordaron el paro nacional del mes de abril del 2021. Con esta serie de resultados La Equidad logró 7 puntos y terminó tercero de su grupo.

#### Temporada 2022
Para la temporada 2022, La Equidad alcanzó en el torneo apertura clasificarse a los cuadrangulares semifinales, donde sus rivales fueron Envigado Fútbol Club, Deportes Tolima e Independiente Medellín, terminó tercero con 9 puntos en el grupo B; el equipo asegurador no clasificó en el torneo finalización a la fase final, sumando en el primer semestre 39 puntos y en el segundo 27 unidades, en Copa Colombia llegó a cuartos de final donde cayó en definición por penales ante el Unión Magdalena.
En Copa Sudamericana el verde capitalino quedó eliminado en fase nacional tras caer ante el Atlético Junior, empatando 0-0 en la ida y perdiendo 3-1 en la vuelta.

#### Temporada 2025 y cambio de identidad
El 16 de enero de 2025 se anunció la venta del club por parte de Equidad Seguros a NX Football, grupo inversor norteamericano propietario de otros clubes como Club Necaxa, DC United y Swansea City, dirigido por Al Tylis y Sam Porter. Ellos asumen la copresidencia de la junta directiva, junto a Nicolás Maya. Carlos Mario Zuluaga, fue ratificado como presiente del club. De acuerdo con el comunicado emitido por el club. Entre los objetivos que tiene el grupo inversor, que está respaldado por figuras como Eva Longoria, Rob McElhenney, Ryan Reynolds, Justin Verlander, Kate Upton, Shawn Marion y Scott Galloway, está invertir tanto en el equipo femenino como en las fuerzas básicas.
Posteriormente, se definió el cambio de identidad del Club Deportivo La Equidad y sus colores, ya que el nuevo propietario de la ficha, debido a las cláusulas del negocio, tendría que cambiar su nombre, el cual sería Inter de Bogotá a partir de la temporada 2026.

## Uniforme
- Uniforme titular: camiseta, pantalón y medias verdes.
- Uniforme alternativo: camiseta verde lima, pantalón y medias verdes.

### Evolución de uniformes

#### Uniforme local
| 2011 | 2012 | 2013 | 2014 | 2015-I | 2015-II | 2016 | 2016 - 2017 |

| 2017-2018 | 2018-2019 | 2020 | 2021 | 2022 | 2023 | 2024 | 2025 |

#### Uniforme visitante
| 2012 | 2013 | 2014 | 2015-I | 2015-II | 2016 | 2016 - 2017 | 2017-2018 |

| 2018-2019 | 2020 | 2021 | 2022 | 2023 | 2024 | 2025 |

#### Tercer uniforme
| 2016 - 2017 | 2017-2018 | 2018-2019 | 2020 | 2021 | 2023 | 2024 | 2025 |

### Proveedores
| Período   | Proveedor |
| --------- | --------- |
| 2007–2013 | In-House  |
| 2014      | Kimo      |
| 2015      | Saeta     |
| 2016–2019 | Puma      |
| 2020–     | Attle     |

### Patrocinadores
| Empresa                                             |
| --------------------------------------------------- |
| La Equidad Seguros                                  |
| Colanta                                             |
| Betplay                                             |
| Comedal                                             |
| Cafam                                               |
| Golty                                               |
| Electrolit                                          |
| Programa de Formación del Club Deportivo La Equidad |

## Escudo
El escudo del club es de forma similar al francés antiguo, sin punta inferior ni a los lados. En la parte superior se ubica en fondo verde y letras blancas la palabra equidad en minúsculas. El resto del escudo tiene fondo blanco y se divide en dos partes iguales, siendo la derecha ocupada por cinco franjas horizontales doradas que representan los aros olímpicos. En el centro de la imagen se ubica el logotipo de la aseguradora Equidad Seguros que es un círculo verde, con dos franjas blancas que ingresan y salen de forma circular, representan una balanza como símbolo de la cooperativa de seguros colombiana. En la parte inferior, en letras verdes el complemento del nombre: club deportivo.

## Estadio

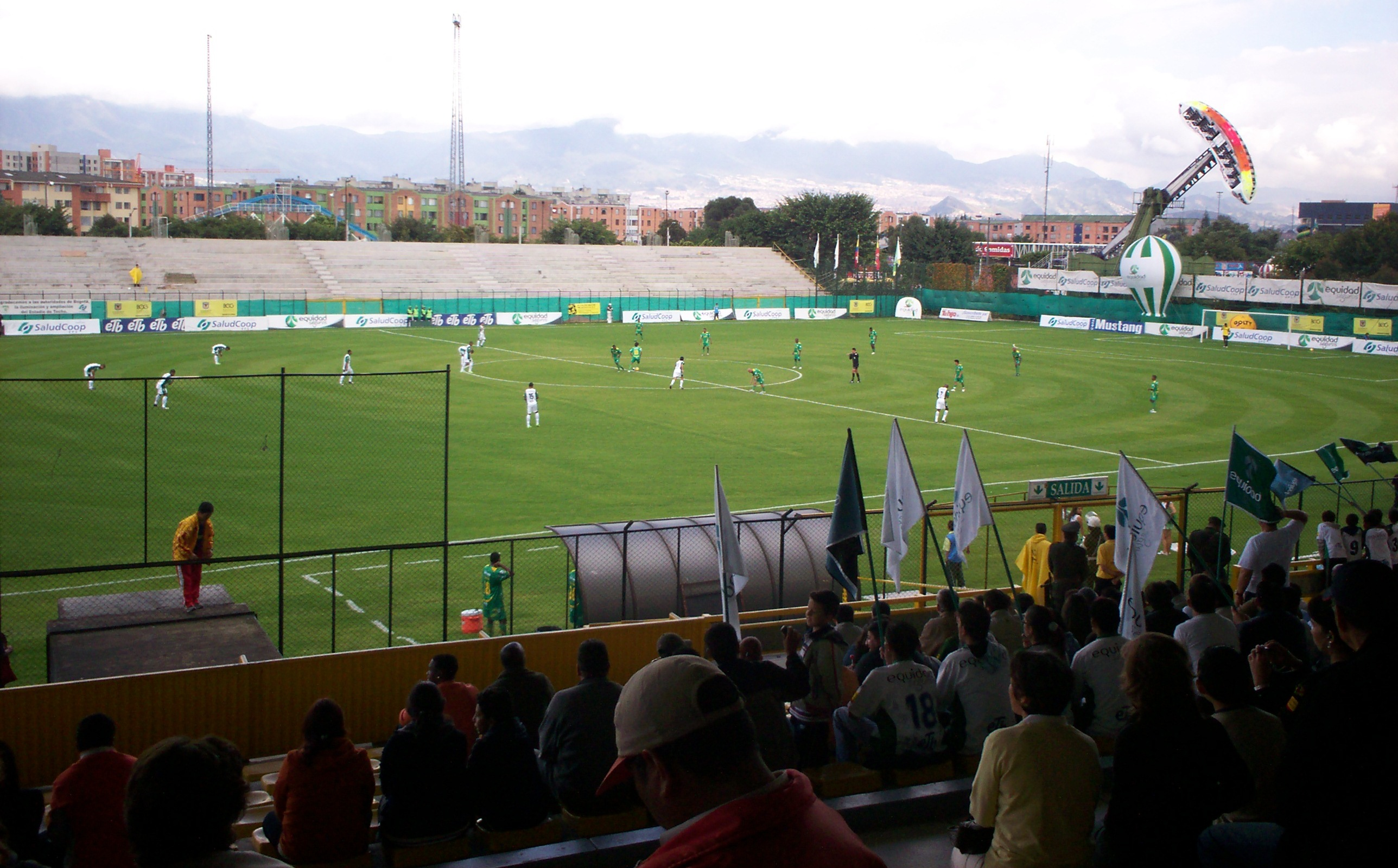
Estadio Metropolitano de Techo durante el partido de La Equidad contra el Deportes Quindío en el Torneo Apertura 2009.

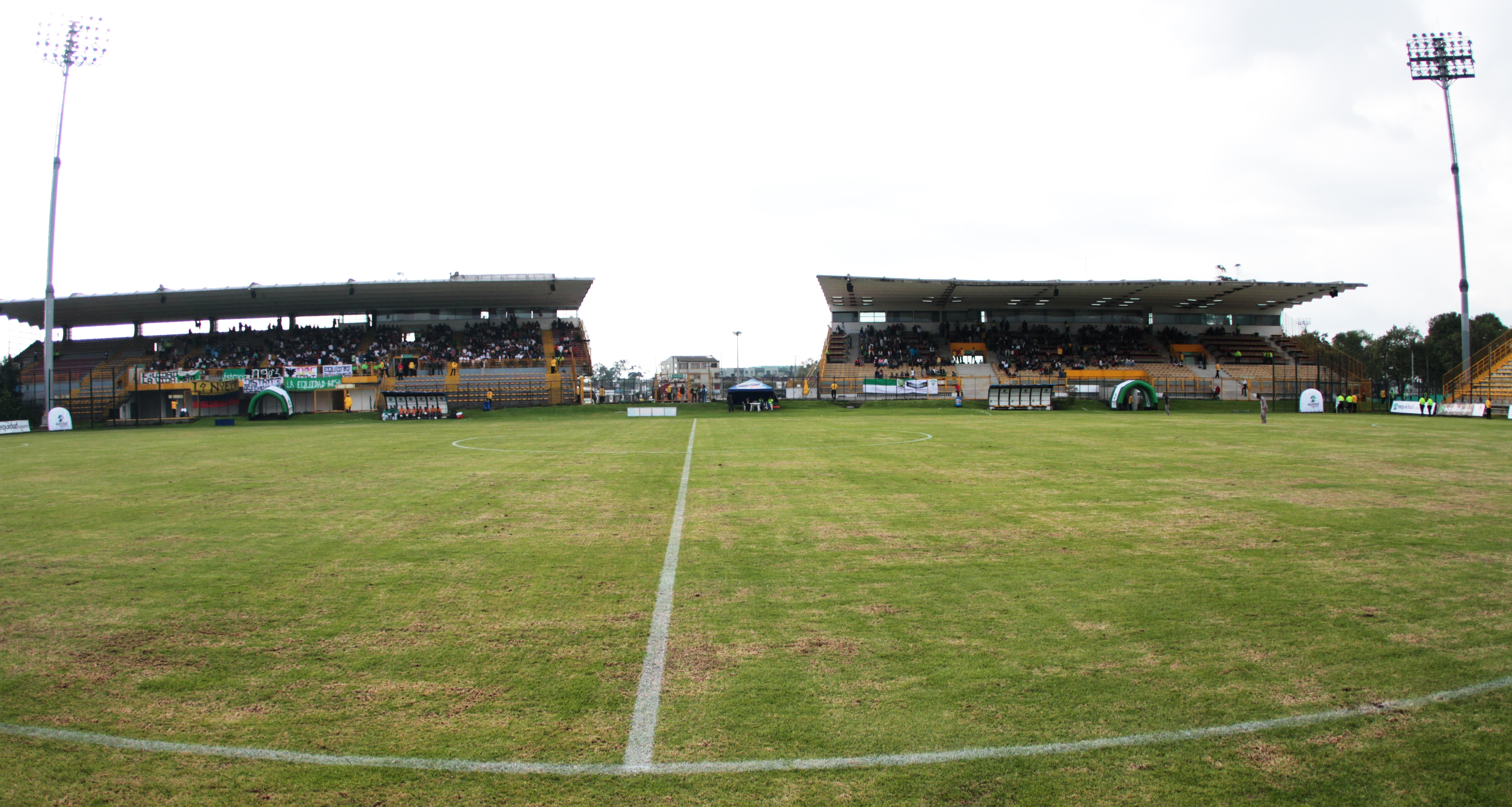
Estadio Metropolitano de Techo, vista tribuna occidental norte (derecha) y occidental sur (izquierda)

Durante su estancia en la Primera B, jugó sus primeros años en el Estadio Olaya Herrera al sur de Bogotá y posteriormente cambió de sede al Estadio Luis Carlos Galán Sarmiento del municipio de Soacha, teniendo como compañero de patio a Bogotá F.C. y utilizando el color verde en su uniforme para los partidos de local. El blanco actual empezó a utilizarlo en el segundo semestre y estuvo allí hasta el cuadrangular final cuando jugó sus partidos de local en el estadio de la Universidad Nacional.
Sus primeros partidos de la temporada 2007-I de la Primera A los jugó en el Estadio Alfonso López Pumarejo de la Ciudad Universitaria de Bogotá.
Desde el ascenso su casa deportiva es el Estadio Metropolitano de Techo, ubicado en la localidad de Kennedy, desde el 11 de marzo de 2007; fecha en la que enfrentó a Santa Fe, otro conjunto bogotano, por el Torneo Apertura 2007. De igual manera, el club cuenta con su propia sede deportiva en el Centro de Alto Rendimiento Saludcoop, ubicado en la calle 193 al norte de Bogotá.
Se encuentra aledaño al Parque de diversiones Mundo Aventura, al Centro Comercial Plaza de Las Américas, al Cine Colombia Multiplex Américas. Se puede acceder fácilmente a él, a través de la Avenida Primero de Mayo y la mencionada Avenida de las Américas, ya que la Estación Mundo Aventura del sistema TransMilenio, se encuentra muy cerca al escenario. Este escenario es compartido con otros equipos profesionales de la capital y municipios vecinos como Tigres FC de Soacha y Fortaleza de Zipaquirá (cuando jugaban en Primera División), además del equipo de Segunda División, el Bogotá F. C.
Remodelación 2008-2009
El Estadio de Techo fue sometido a obras para darle iluminación, junto con la construcción de graderías en los sectores de oriental, norte y sur, para ampliar la capacidad de 4.000 a 23.000 espectadores. Actualmente, y faltando la tribuna sur, puede albergar 9 mil aficionados.
La ampliación futura del estadio, que incluye la gradería sur está pendiente de la culminación del contrato de comodato entre el Instituto Distrital de Recreación y Deporte y la Cámara de Comercio de Bogotá, por los terrenos que en la actualidad forman parte del Parque Mundo Aventura, pero el gobierno Distrital y el Parque no llegaron a un acuerdo, se espera que en el 2021 vuelvan las negociaciones al respecto.
Hinchada
Distrito Asegurador, compuesta por un grupo de 60 aficionados, pero aun así ha sido difícil tener una hinchada debido a que en la historia de la ciudad siempre se han destacado Santa Fe y Millonarios.

## Datos del club
- Puesto histórico: 18.º
- Temporadas en 1ª: 28 (2007 - 2025-I).
- Temporadas en 2ª: 4 (2003 - 2006).
- Temporadas en 3ª: 10 (1993 - 2002).
- Gol más rápido: Ariel Carreño a los 7 segundos vs Junior , 25 de julio de 2010.[nota 1][71][72]
- Mayores goleadas conseguidas:
  - En campeonatos nacionales:
    - 5-0 al Junior, 11 de noviembre de 2007.[73]
    - 5-0 al Independiente Medellín, 15 de abril de 2011.[74]
    - 5-1 al Atlético Huila, 7 de octubre de 2012.[75]
    - 5-2 al Boyacá Chicó, 25 de agosto de 2013.[76]
    - 3-5 al Deportivo Pereira, 12 de abril de 2009.[77]
    - 4-0 al Boyacá Chicó, 6 de marzo de 2018.[78]
    - 4-0 al Patriotas Boyacá, 28 de octubre de 2018.[79]
    - 4-0 al América de Cali, 16 de marzo de 2008.[80]
    - 4-1 al Cúcuta Deportivo, el 23 de febrero de 2020.[81]
    - 1-4 al Atlético Nacional, 14 de diciembre de 2008.[82]
    - 4-1 al Deportes Tolima, 6 de mayo  de 2007.[83]
- Mayores goleadas en contra:
  - En campeonatos nacionales:
    - 5-0 con Atlético Nacional, 13 de septiembre de 2023.[84]
    - 1-5 con Independiente Medellín, 16 de junio de 2022.[85]
    - 5-1 con Boyacá Chicó, 24 de agosto de 2014.[86]
    - 5-1 con Deportes Tolima, el 10 de agosto de 2024.[87]
    - 2-5 con Deportivo Cali, 1 de abril de 2021.[88][89][90][91]
    - 4-0 con Junior, 24 de agosto de 2008.[92]
    - 4-1 con Deportivo Pasto, 1 de noviembre de 2007.[93]
- Mejor puesto en la liga:
  - Primera A 2.º (2007-II, 2010-I y 2011-I).
  - Primera A 1.º (2008-I - Fase de todos contra todos).
  - Primera B 1.º (2006).
- Peor puesto en la liga:
  - Primera A 20.º (2025-I).
  - Primera B 11.º (2004).

### Participaciones internacionales
| Torneo                | Ediciones                                 |
| --------------------- | ----------------------------------------- |
| Copa Sudamericana (7) | 2009, 2011, 2012, 2013, 2019, 2021 y 2022 |

- Mejor participación:
  - Cuartos de final en la Edición 2019, eliminado por  Atl. Mineiro

## Jugadores

### Plantilla 2025-II
- Los equipos colombianos están limitados a tener en la plantilla un máximo de cuatro jugadores extranjeros. La lista incluye sólo la principal nacionalidad o nacionalidad deportiva de cada jugador.
- Yoiver González cuenta con la doble nacionalidad ecuatoguineana y colombiana, pero no ocupa plaza de extranjeros debido a que nació en Colombia.
- Para la temporada 2022 la Dimayor autorizó la inscripción de treinta y cinco (35) jugadores a los clubes que tienen competencia internacional,[94] de los cuales cinco (5) deben ser categoría Sub-23.[95]
- Los jugadores de categoría sub-20 no son tenidos en cuenta en el conteo de los 35 inscritos ante Dimayor.

### Altas y bajas 2025-II
| Altas            |                |                   |         |
| Jugador          | Posición       | Procedencia       | Tipo    |
| Diego Merino     | Entrenador     | Bandera de ?      | Libre.  |
| Eduar Esteban    | Guardameta     | Unión Magdalena   | Libre.  |
| Carlos Vivas     | Defensa        | Deportivo Táchira | Cesión. |
| Eduard Banguero  | Defensa        | Boyacá Chico      | Libre.  |
| Luis Mosquera    | Defensa        | Club Necaxa       | Cesión. |
| Mateo Rodas      | Defensa        | Once Caldas       | Libre.  |
| Yulián Gómez     | Defensa        | Deportivo Cali    | Libre.  |
| José Masllorens  | Centrocampista | SD Amorebieta     | Libre.  |
| Jean Colorado    | Centrocampista | Deportivo Cali    | Cesión. |
| Juan Castilla    | Centrocampista | Deportivo Pasto   | Cesión. |
| Dannovi Quiñones | Centrocampista | Club Llaneros     | Libre.  |
| Manuel Mónaco    | Centrocampista | CA Sarmiento      | Cesión. |
| Kevin Parra      | Centrocampista | Atlético Nacional | Cesión. |
| Franco González  | Centrocampista | Peñarol           | Cesión. |
| Joider Micolta   | Delantero      | América de Cali   | Cesión. |
| Misael Pedroza   | Delantero      | Tlaxcala FC       | Cesión. |
| Juan Valencia    | Delantero      | Itagüí Leones     | Cesión. |
| Dairo Peña       | Delantero      | Gimnasia          | Cesión. |
| Jovanny Bolívar  | Delantero      | Albacete Balompié | Cesión. |

| Bajas             |                |                     |                        |
| Jugador           | Posición       | Destino             | Tipo                   |
| John Jairo Bodmer | Entrenador     | Bandera de ?        | Rescisión de contrato. |
| Cristopher Varela | Guardameta     | Deportivo La Guaira | Rescisión de contrato. |
| Andrés Pérez      | Guardameta     | Universitario       | Cesión.                |
| Andrés Correa     | Defensa        | Deportivo Cali      | Libre.                 |
| Guillermo Tegüe   | Defensa        | Bandera de ?        | Rescisión de contrato. |
| Bleiner Agrón     | Defensa        | Envigado            | Libre.                 |
| Leider Riascos    | Defensa        | Deportes Tolima     | Fin de cesión.         |
| Amaury Torralvo   | Defensa        | Cúcuta Deportivo    | Libre.                 |
| Santiago Orozco   | Centrocampista | Cúcuta Deportivo    | Libre.                 |
| Felipe Acosta     | Centrocampista | Real Cartagena      | Cesión.                |
| Sebastián Támara  | Centrocampista | Cúcuta Deportivo    | Libre.                 |
| Santiago López    | Centrocampista | Orsomarso SC        | Cesión.                |
| Beckham Castro    | Centrocampista | Millonarios         | Fin de cesión.         |
| Renan Oliveira    | Delantero      | FK Sarajevo         | Fin de cesión.         |
| Ayron del Valle   | Delantero      | Alianza Valledupar  | Libre.                 |
| Wilmar Cruz       | Delantero      | Cúcuta Deportivo    | Libre.                 |

### Jugadores cedidos
Jugadores que son propiedad del equipo y son prestados para actuar con otro conjunto, algunos con opción de compra.
| Cedidos | Cedidos  | Cedidos  | Cedidos |
| Jugador | Posición | Cedido a | Hasta   |
| ------- | -------- | -------- | ------- |

### Jugadores cedidos en el club
Jugadores que son propiedad de otro equipo y están prestados en el club, algunos con opción de compra.
| Cedidos | Cedidos  | Cedidos      | Cedidos |
| Jugador | Posición | Cedido desde | Hasta   |
| ------- | -------- | ------------ | ------- |

### Jugadores en selecciones nacionales
Nota: en negrita jugadores parte de la última convocatoria en sus respectivas selecciones.
| País      | Categoría | Jugador(es)       |
| --------- | --------- | ----------------- |
| Venezuela | Absoluta  | Cristopher Varela |

### Jugadores extranjeros
- Por La Equidad han pasado 39 futbolistas extranjeros.

| Nacionalidad   | N.º | Jugadores |
| -------------- | --- | --- |
| Estados Unidos | 1   | Kevin Piedrahíta |
| Nicaragua      | 1   | Luis Copete |
| Brasil         | 2   | Fernando Oliveira y Renan Oliveira |
| México         | 2   | Ulises Tavares y Oscar Bernal |
| Perú           | 2   | Renzo Sheput y Andy Pando |
| Paraguay       | 3   | Edison Giménez, Jorge Daniel Núñez y Leonardo Villagra |
| Venezuela      | 5   | Pedro Depablos, Juan Colina, Rafael Hernández, Jean Fuentes y Cristopher Varela                                                                                       |
| Panamá         | 7   | Orlando Rodríguez, Gabriel Gómez, Armando Polo, Roman Torres, Valentín Pimentel, Ronaldo Dinolis y Jesús González                                                     |
| Argentina      | 8   | Mariano Fermani, Walter Cubilla, Ariel Carreño, Diego Cochas, Fernando Batiste, Germán Caffa, Andrés Formento y Mariano Vázquez                                       |
| Uruguay        | 11  | Ronald Ramírez, Martín Galain, Matías Jones, Martín Icart, Leandro Gelpi, Federico Laens, Joaquín Aguirre, Pablo Lima, Washington Ortega, Matías Mier y Gastón Poncet |

### Récords
| Más partidos disputados | Más partidos disputados | Más partidos disputados | Máximos goleadores    | Máximos goleadores | Máximos goleadores |
| ----------------------- | ----------------------- | ----------------------- | --------------------- | ------------------ | ------------------ |
| 1.                      | Stalin Motta            | 501 partidos            | 1. Stalin Motta       | 71 goles           |                    |
| 2.                      | Dager Palacios          | 311 partidos            | 2. Carlos Peralta     | 42 goles           |                    |
| 3.                      | Diego Novoa             | 270 partidos            | 3. Wilson Carpintero  | 34 goles           |                    |
| 4.                      | Juan Mahecha            | 262 partidos            | 4. Carmelo Valencia   | 33 goles           |                    |
| 5.                      | Andrés Correa           | 260 partidos            | 5. Jean Carlos Blanco | 24 goles           |                    |

### Top 10 goleadores históricos
| #   | Jugador            | Liga | Copa Colombia | Sudamericana | Total |
| --- | ------------------ | ---- | ------------- | ------------ | ----- |
| 1.  | Stalin Motta       | 64   | 6             | 1            | 71    |
| 2.  | Carlos Peralta     | 37   | 3             | 2            | 42    |
| 3.  | Wilson Carpintero  | 30   | 4             | --           | 34    |
| 4.  | Carmelo Valencia   | 29   | 3             | 1            | 33    |
| 5.  | Jean Carlos Blanco | 22   | 2             | --           | 24    |
| 6.  | Dahwling Leudo     | 19   | 2             | --           | 21    |
| 7.  | Carlos Rentería    | 17   | 4             | --           | 21    |
| 8.  | Roberto Polo       | 20   | --            | --           | 20    |
| 9.  | Wilson Morelo      | 18   | 1             | --           | 19    |
| 10. | Óscar Londoño      | 18   | --            | --           | 18    |

### Distinciones
| Torneo             | Jugador           | Distinción                                         | Goles |
| ------------------ | ----------------- | -------------------------------------------------- | ----- |
| Apertura 2010      | Ariel Carreño     | Anotador del gol más rápido en la historia del FPC | 1     |
| Apertura 2010      | Carlos Rentería*  | Botín de Oro                                       | 12    |
| Finalización 2012  | Carmelo Valencia* | Botín de Oro                                       | 9     |
| Copa Colombia 2017 | Diego Álvarez*    | Botín de Oro                                       | 4     |
| Finalización 2017  | Carmelo Valencia* | Botín de Oro                                       | 11    |
| Apertura 2021      | Diego Herazo*     | Botín de Oro                                       | 11    |

Nota: * Botín compartido con otro jugador.

## Entrenadores

### Listado de todos los tiempos

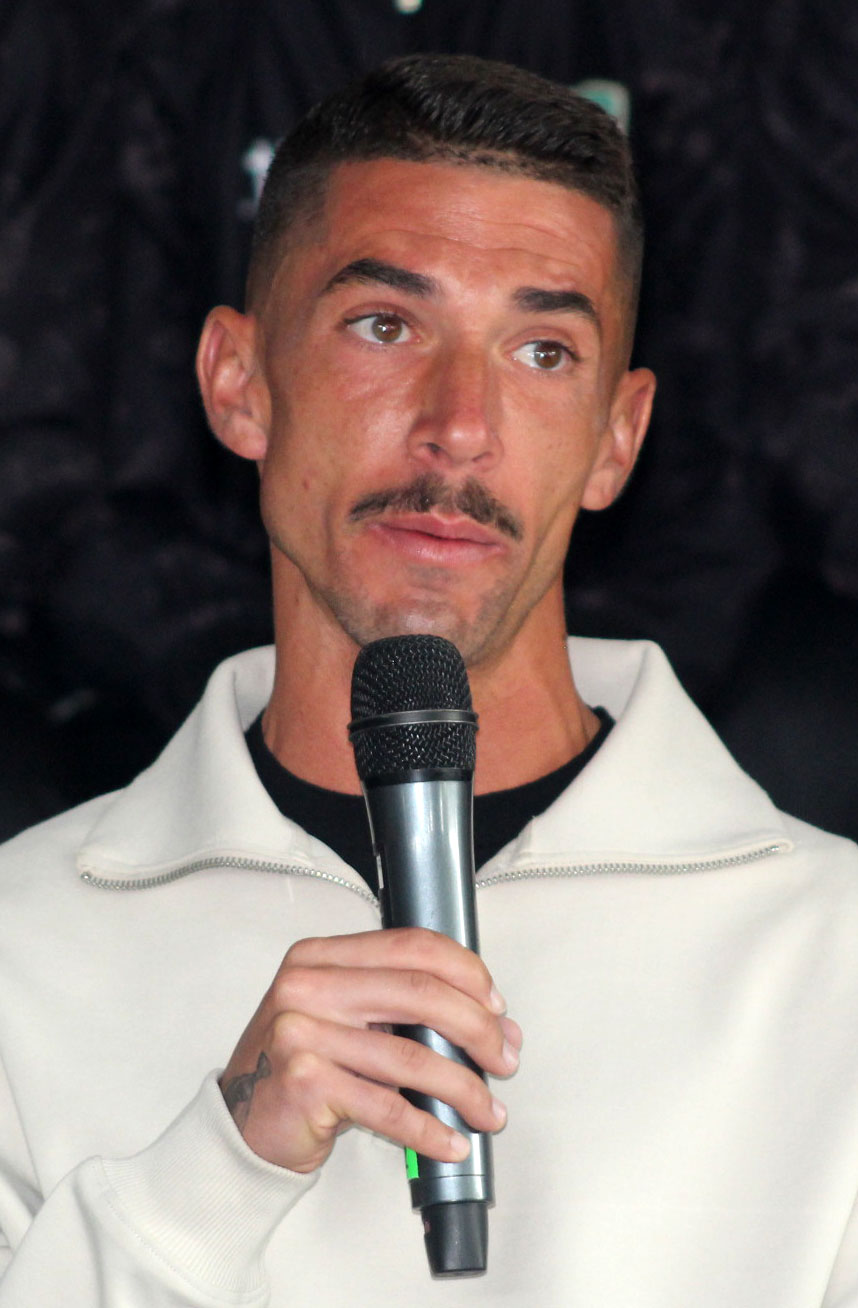
Diego Merino, DT de La Equidad para la temporada 2025-II.

| #  | Entrenador                 | Periodo                                  |
| -- | -------------------------- | ---------------------------------------- |
| 1  | Rafael Corrales            | enero 2003 - septiembre 2003             |
| 2  | Faber López                | septiembre 2003 - diciembre 2005         |
| 3  | Alexis García              | enero 2006 - diciembre 2012              |
| 4  | Néstor Otero               | enero de 2013 - septiembre 2014          |
| 5  | Faber López                | septiembre 2014 - octubre 2014           |
| 6  | Santiago Escobar           | octubre 2014 - abril 2016                |
| 7  | Arturo Boyacá              | abril 2016 - mayo 2017                   |
| 8  | Luis Fernando Suárez       | junio 2017 - diciembre 2018              |
| 9  | Humberto Sierra            | enero 2019 - agosto 2019                 |
| 10 | Guillermo Rivera           | septiembre de 2019-noviembre de 2019     |
| 11 | Alexis García              | noviembre de 2019-22 de febrero de 2025  |
| 12 | Juan Alejandro Mahecha (e) | 23 de febrero de 2025-4 de marzo de 2025 |
| 13 | John Jairo Bodmer          | 5 de marzo de 2025-12 de mayo de 2025    |
| 14 | Juan Alejandro Mahecha (e) | 13 de mayo de 2025-9 de junio de 2025    |
| 15 | Diego Merino               | 10 de junio de 2025-                     |

## Palmarés

### Torneos nacionales (1)
| Competición Nacional      | Títulos | Subcampeonatos          |
| ------------------------- | ------- | ----------------------- |
| Categoría Primera A (0/3) |         | 2007-II, 2010-I, 2011-I |
| Categoría Primera B (1/0) | 2006.   |                         |
| Copa Colombia (1/0)       | 2008    |                         |

### Torneos juveniles
- Subcampeón de la Primera C (2): 1995, 1999.

### Torneos amistosos
- Copa Canal TRO: 2010.[96]
- Copa Ciudad de Rionegro: 2010.[97]
- Hexagonal de la Universidad Nacional: 2010.[98]
- Cuadrangular Bolívar Si Avanza (Carmen de Bolívar):  2017.[99]

## Divisiones menores
Las divisiones menores ganaron el título de la Supercopa Juvenil FCF 2017 que les permitió participar en la Copa Libertadores Sub-20 de 2018, bajo la dirección técnica del el exfutbolista Álvaro Solís.
Las divisiones menores en la categoría Sub-20 actualmente son dirigidas por el exfutbolista Juan Alejandro Mahecha, compitiendo en la Supercopa Juvenil FCF.